# Literatura apocalíptica
A literatura apocalíptica é um gênero de temática profética cujas revelações muitas vezes são mediadas por um outro ser mundano a um receptor humano, revelando uma realidade transcendente que é simultaneamente temporal, na medida em que prevê a salvação escatológica, ou espacial, na medida em que envolve um outro ser sobrenatural. Sua origem se dá num conjunto de textos do judaísmo tardio e do cristianismo primitivo. Entre esses textos destacam-se II Enoque, Apocalipse de Abraão, II Baruque, IV Esdras, as Adições em Daniel e o Apocalipse de São João.